# Хойново
Хойново — деревня и сельский округ в Польше, в сельской гмине Чернице-Борове (Пшаснышский повет, Мазовецкое воеводство). Место многих исторических реконструкций военных событий 1915 года. Население: 251 чел. (2011). 
Здесь в 1866 году родился Станислав Фёдорович Челховский, польский этнограф, натуралист-миколог, общественный деятель, депутат Государственной думы I созыва от Плоцкой губернии. В деревне стоит усадьба Хелховского с выставкой, посвященной Первой мировой войне и битве 1915 года между немецкой и русской армиями.